# Reengenharia
A reengenharia é uma estratégia de gestão de negócios da década de 1990, criada pelos americanos Michael Hammer e James Champy, seu foco é em análise, projetos de fluxos de trabalho e processos de negócios na organização. A ideia da reengenharia consiste em auxiliar as organizações a repensar uma forma de realizar suas atividades com menor custo, melhor atendimento ao cliente. E se tornarem competitivas no mercado.
Reengenharia nas empresas pode ser usada em três situações. A primeira é quando a empresa está passando por graves problemas, e não tem outra alternativa a não ser começar de novo. A segunda é quando a empresa ainda não se encontra em dificuldades, mas é possível prever futuros problemas, e por isso resolve passar por uma reestruturação para evitar esses problemas. A terceira é quando a empresa tem um ótimo desempenho, e mesmo não tendo previsões de problemas futuros, opta por passar pelo processo de reengenharia para ganhar mais vantagem em relação aos concorrentes e aumentar ainda mais seu desempenho, com a ideia de que ao refazer algo que já é bom, é possível alcançar algo ainda melhor.
Segundo Branco (2008, p. 123), ao contrário do que tinha acontecido com muitas das metodologias de Gestão da Qualidade, os primeiros exemplos da sua aplicação vieram dos Estados Unidos da América e não do Japão.
A reengenharia para Stair e Reynolds (2002, p. 39) é vista como “redesenho de processos, envolve a readequação dos processos empresariais, estruturas organizacionais, sistemas de informação e valores da organização objetivando uma guinada nos resultados dos negócios da organização”.
Os princípios básicos desta “filosofia” de gestão, passam por reinventar e não evoluir, através do desenvolvimento de processos que promovam o “corte” na organização existente.
Segundo Longaray e Beuren a reengenharia se apoia em três habilidades: os recursos humanos, os processos e a tecnologia da informação. Tais integrantes possuem papel relevante no redesenho dos processos organizacionais, já os autores Morris e Brandon frisam que com a implementação da reengenharia dentro da organização, os colaboradores passarão a trabalhar de maneira diferente da qual estavam acostumados a fazer, recebendo assim novas habilidades e conhecimentos.
Davenport alega que para obter-se êxito no processo de reengenharia, o aspecto humano que participar da mudança não pode ficar entregue às práticas da autogestão. Ainda segundo o autor, embora não seja possível mensurar com exatidão a estrutura hierárquica de uma empresa, os processos são formados por elementos como custo, prazos, satisfação do cliente e qualidade de produção, que acabam permitindo a medição do desempenho da configuração estabelecida por meio do redesenho dos processos.

## História
A Reengenharia de Processos começou como uma técnica do setor privado para ajudar as organizações fundamentalmente repensar a forma como eles fazem o seu trabalho, a fim de melhorar drasticamente o serviço atendimento ao cliente, reduzir os custos operacionais, e tornar-se concorrentes de classe mundial. Um estímulo chave para reengenharia tem sido o contínuo desenvolvimento e implantação de sistemas de informação sofisticados e redes. As organizações líderes estão se tornando mais ousadas na utilização desta tecnologia para apoiar os processos de negócios inovadores, em vez de refinar formas atuais de fazer o trabalho.

## Metodologia
Um processo empresarial inclui o planejamento – considerado atividade interna – e a tomada de decisão – considerada atividade externa. Estas atividades modificam entradas em saídas. São elas que norteiam a execução do trabalho.
Esta abordagem implicaria pôr em questão toda a forma de trabalhar da organização, com a redefinição total dos processos num corte claro com o passado. O primeiro passo é a definição de uma estratégia global, com recurso à recolha de informação e dados factuais sobre as necessidades e expectativas dos clientes e identificação das alterações a efetuar. A partir destes pressupostos estão criadas as condições para identificar a nova rede de processos da organização e otimizar a mesma, através da análise de valor de cada processo e eventual eliminação de atividades que não tragam mais-valias para a organização e/ou cliente.
A metodologia da implementação de processos de reengenharia pode-se estruturar em quatro fases:
1ª Fase: Preparação: consiste em listar os processos da empresa, selecionar um ou mais processos a redefinir e mobilizar recursos para o projeto;
2ª Fase: Planejamento: devem-se garantir os meios (tempo, pessoas e orçamento(recursos)), estruturar as equipes de trabalho e distribuir tarefas;
3ª Fase: Implementação: analisar os processos selecionados (responsável, envolvidos, pontos fracos e pontos fortes), reinventar os processos (visão cliente/resultado esperado), avaliar o impacto da mudança e implementar esses processos;
4ª Fase: Avaliação: medir e comunicar os resultados, controlar o processo e gerir o impacto das alterações nos outros processos.
A reengenharia vem modificar o perfil do processo empresarial, proporcionando mudanças importantes para a Estrutura Organizacional, os Valores Organizacionais e os Sistemas de Informação. A reengenharia assumia o principio de “fazer mais, e eventualmente diferente, por menos”. Entretanto, essas mudanças criam resistências aos colaboradores que já se consolidaram numa forma de trabalho. Daí resulta a grande dificuldade para a organização: barrar essas resistências e fazer com que eles entendam os benefícios deste novo sistema. Segundo Lacombe, a partir de tais mudanças, tendem a surgir, dentro da organização, novos métodos e processos, o que pode gerar novas exigências e funções para os funcionários, além disso, é possível que ocorra também alteração na cultura e ideologia da empresa, o que pode ser um desafio para a organização visto que a quebra dos costumes anteriores à reengenharia pode levar a dificuldades na relação com funcionários. Diante das modificações é importante que o setor de recursos humanos atue nesses pontos para que a empresa não prejudique a si nem ao seu colaborador.
A reengenharia pressupõe o restabelecimento radical dos processos organizacionais. Essas redefinições podem afetar, de um modo geral, todas as partes da organização. Desse modo, os serviços podem mudar de tarefas simples para tarefas complexas, e assim as pessoas passarão a achar o seu trabalho bem diferente do que já estavam acostumadas.
Esta abordagem da reengenharia teve de fato um impacto limitado na gestão, visto que foi pontualmente relacionada com processos de downsizing, ou seja, com processos de reestruturação interna que passam por redução do número de colaboradores nas organizações. Sendo assim, é importante que a organização atue de forma a não perder a lealdade e identificação do colaborador remanescente do processo de reengenharia, é considerável mostrar para o funcionário que a empresa se preocupa com ele após um processo de modificações na estrutura organizacional;
No entanto, os princípios preconizados por esta abordagem à gestão estão ainda presentes em muitas das metodologias de melhoria da qualidade e de gerenciamento de processos de negócios, tais processos trouxeram enormes problemas nas organizações e a saga pelo modismo muitas das vezes influenciadas pelos chamados gurus da administração acarretaram em demissões em massa,pessoas desmotivadas, inseguras em seus empregos, e assim retrocedendo o que esta ferramenta visa.
Na reengenharia, os processos se tornam independentes do absolutismo da sequência linear, visto que o trabalho passa a ser algo natural ao invés de linear. Essa deslinearização acaba por acelerar os processos na medida em que um trabalho que antes só era executado quando outro estivesse pronto, agora passa a ser simultaneamente realizado. Essa diminuição do processo de intervalo de tempo entre as etapas iniciais e finais também acaba por reduzir a margem para grandes mudanças que poderiam invalidar o trabalho inicial ou tornar o trabalho final divergente em relação ao inicial.Os processos renovados pela reengenharia não são fáceis de serem aplicados dentro de uma organização. Entretanto, é válido ressaltar que nem todo processo objeto dela acarretará todas as mudanças citadas.